# Acosmium dasycarpum
Acosmium dasycarpum là một loài thực vật có hoa trong họ Đậu. Loài này được (Vogel) Yakovlev miêu tả khoa học đầu tiên.